# Nova Esperança do Rio Jandiatuba
Nova Esperança do Rio Jandiatuba é uma terra indígena na Amazônia Legal com área de 20 mil hectares, localizada nos municípios brasileiros de Amaturá e São Paulo de Olivença (estado do Amazonas), habitada pela etnia tikuna com uma população de 275 pessoas.
Esta área habitada do Jandiatuba está registrada na Secretaria de Patrimônio da União (SPU) via decreto s/n de 28 de outubro de 2004. A Fundação Nacional dos Povos Indígenas (FUNAI) atua nesta área através da Coordenação Regional do Alto Solimões e do Distrito Sanitário Indígena do Alto Rio Solimões.
Em 2007, os povos tradicionais foram reconhecidas pelo Governo do Brasil, através da Política Nacional de Desenvolvimento Sustentável dos Povos e Comunidades Tradicionais (PNPCT, decreto 6040/2007), que inclui indígenas, quilombolas, ribeirinhos, etc. Comunidades que mantêm um modo de vida ligado aos recursos naturais e ao meio ambiente em que vivem de forma harmônica ("relação de reciprocidade com a natureza") além do uso comum da terra. No caso a constituição brasileira garante aos indígenas o direito a sua terra tradicional e o direito de proteção por parte do governo do Brasil.

## Características
Esta Terra Indígena do Jandiatuba é formada por duas aldeias: a Nova Esperança (aldeia do Capitão João Lucas) na margem direita do rio Jandiatuba e; a Porto Alegria na margem direita do Igarapé Iran. Também existe uma família desaldeada, mas ligada à primeira aldeia, na margem direita do igarapé Irari próximo ao rio Jandiatuba. O acesso à primeira aldeia é próximo a foz do rio Jandiatuba no rio Solimões, na segunda aldeia o acesso é próximo a margem direita do igarapé Irari (afluente do rio Jandiatuba).

## História
Segundo a constituição brasileira, as terras indígenas para serem regularizadas devem ser: habitadas permanentemente; importante para a atividade produtiva indígena; local que preserva os recursos para o bem-estar, e; local de reprodução física e cultural. Essas regiões são demarcadas pela FUNAI conforme o processo: 1. antropólogo faz estudo antropológico e coordena o grupo técnico que identifica a região; 2. relatório é aprovado na Funai e publicado; 3. interessados irão manifestar-se; 4. ministro da justiça declara os limites da região e determina a demarcação física; 5. Funai faz a demarcação física; 6. relatório e enviado ao presidente para homologação; 7. região é registrada no cartório de imóveis e na Secretaria de Patrimônio da União (SPU).
O processo de regularização das áreas habitadas pelos ticunas iniciou em 1978, mas somente em 1993 foi iniciado o estudo técnico de identificação e delimitação da TI Nova Esperança do Jandiatuba. No entanto, este estudo não foi concluído e o relatório de identificação e delimitação de área não foi apresentado, sendo reiniciado em 1998 (portaria n° 579/PRES, de 09/06/1998).
A equipe responsável pelo estudo teve participação de agentes da: FUNAI, Universidade do Amazonas, Instituto Fundiário do Amazonas (IFAM) (atual Superintendência de Urbanização, Habitação e Assuntos Fundiários do Estado do Amazonas - SUHAB), lideranças do grupo indígena.

## Geografia
O município de Amaturá possui área municipal de 475 410 ha e área indígena de 527,16 ha.
O município de São Paulo de Olivença possui área municipal de 1 965.850 ha com área indígena de 20 393 ha.

### Fitofisionomia
A Terra Indígena do Rio Jandiatuba está localizada na bacia hidrográfica do rio Jutaí e faz parte do bioma Amazônico, composto exclusivamente pela vegetação de floresta ombrófila densa (mata perenifólia ou sempre verde). 

## Organizações
Nesta área de Jandiatuba atua a Associação das Mulheres Indígenas Ticuna.

## Ameaças
A terra indígena é ameaçada por madeireiros, garimpeiros e posseiro (especulação fundiária). E de acordo com o projeto Monitoramento da Floresta Amazônica Brasileira por Satélite (PRODES) do Instituto Nacional de Pesquisas Espaciais (INPE), esta área sofreu desmatamento de 486 hectares até o ano 2020.